# Головачка шкіряста
Головачка шкіряста (Cephalaria coriacea) — вид квіткових рослин родини жимолостевих (Caprifoliaceae).

## Біоморфологічна характеристика
Це багаторічна рослина 50–80 см заввишки. Стебло голе, блискуче. Листки переважно цілісні, ланцетні, шкірясті, жовтувато-зелені, блискучі, рідко ліруваті, перистороздільні, на краю притиснуто-щетинисті.

## Поширення
Крим, Північний Кавказ.
В Україні вид зростає на сухих кам'янистих схилах, осипах, скелях — у гірському Криму, звичайно.